# Battaglia di Wakae
La battaglia di Wakae (若江の戦い?) fu una battaglia della campagna estiva dell'assedio di Osaka del 1615.

## La battaglia
Intorno alle 5 del mattino, le truppe di Kimura Shigenari giunsero a Wakao, dove disposero l’avanguardia in tre gruppi, preparandosi all’attacco nemico. A destra degli schieramenti le forze d’avanguardia dei Tōdō furono impegnate nella battaglia di Yao.
Dopo aver respinto i Tōdō, Kimura Shigenari schierò le proprie unità di archibugieri sull’argine ovest del fiume Tamagushigawa, con l’intento di attirare le truppe nemiche lungo i sentieri tra le risaie e colpirle con un’imboscata.
Intorno alle 7 del mattino Ii Naotaka decise di attaccare le forze nemiche a Wakao e ordinò alle sue truppe di dirigersi verso ovest. L’avanguardia delle forze Ii era composta, sul fianco destro, da Ihahara Tomomasa, e sul sinistro da Kawate Yoshinari. Kawate avvistò le truppe di Kimura e aprì il fuoco in massa dall’argine est del Tamagushigawa, per poi lanciarsi all’assalto. Le forze di Kimura, che si trovavano sull’argine, si ritirarono vero ovest, e l’argine venne occupato dalle forze Ii. Kawate continuò l’assalto, ma morì in battaglia. Poco dopo, anche Ihahara si unì allo scontro.
Kimura Shigenari stesso imbracciò una lancia e combatté in prima linea, ma fu ucciso in battaglia. Anche Yamaguchi Hirotsune e Naitō Nagaki morirono, e il corpo principale delle forze Kimura fu annientato.
In quel momento, altri comandanti dello shogunato, come Sakakibara Yasukatsu e Niwa Nagashige, che fino ad allora avevano osservato la battaglia senza intervenire, giudicarono che la situazione fosse favorevole e attaccarono il fianco sinistro delle truppe di Kimura, guidato da Kimura Sōmei. Dopo la sconfitta del corpo principale, anche Sōmei si ritirò verso il castello di Osaka.